# Deutsche Schwimmmeisterschaften 2024
Die 135. Deutschen Meisterschaften im Schwimmen fanden vom 25. bis 28. April 2024 zum 20. Mal in Folge in der Schwimm- und Sprunghalle im Europasportpark Berlin statt und wurden vom Deutschen Schwimm-Verband organisiert.

## Rekorde
Melvin Imoudu verbesserte den von ihm selbst gehaltenen deutschen Rekord über 50 Meter Brust um 0,12 s auf 26,62 s.

## Deutsche Meister
| Disziplin                | Männer                                                                                | Männer                                                                                | Männer                                                                               | Frauen                                                                                   | Frauen                                                                                   | Frauen   |
| Disziplin                | Name                                                                                  | Verein                                                                                | Zeit                                                                                 | Name                                                                                     | Verein                                                                                   | Zeit     |
| 050 m Freistil           | Artem Selin                                                                           | SC Wiesbaden 1911                                                                     | 21,90                                                                                | Nina Sandrine Jazy                                                                       | SG Essen                                                                                 | 24,91    |
| 100 m Freistil           | Josha Salchow                                                                         | SV Nikar Heidelberg                                                                   | 48,33                                                                                | Nina Holt                                                                                | SC Mönchengladbach                                                                       | 54,46    |
| 200 m Freistil           | Lukas Märtens                                                                         | SC Magdeburg                                                                          | 1:44,14                                                                              | Isabel Gose                                                                              | SC Magdeburg                                                                             | 1:56,66  |
| 400 m Freistil           | Lukas Märtens                                                                         | SC Magdeburg                                                                          | 3:40,33                                                                              | Isabel Gose                                                                              | SC Magdeburg                                                                             | 4:02,48  |
| 800 m Freistil           | Florian Wellbrock                                                                     | SC Magdeburg                                                                          | 7:50,82                                                                              | Isabel Gose                                                                              | SC Magdeburg                                                                             | 8:19,48  |
| 1500 m Freistil0         | Florian Wellbrock                                                                     | SC Magdeburg                                                                          | 14:42,28                                                                             | Isabel Gose                                                                              | SC Magdeburg                                                                             | 15:52,02 |
| 050 m Brust              | Melvin Imoudu                                                                         | Potsdamer SV                                                                          | 26,62 (NR)                                                                           | Julia Titze                                                                              | SG Stadtwerke München                                                                    | 32,01    |
| 100 m Brust              | Melvin Imoudu                                                                         | Potsdamer SV                                                                          | 59,15                                                                                | Lena Ludwig                                                                              | SV Nikar Heidelberg                                                                      | 1:08,69  |
| 200 m Brust              | Maximilian Pilger                                                                     | SG Essen                                                                              | 2:12,15                                                                              | Lena Ludwig                                                                              | SV Nikar Heidelberg                                                                      | 2:27,45  |
| 050 m Rücken             | Ole Braunschweig                                                                      | SG Neukölln                                                                           | 24,64                                                                                | Anna Maria Börstler                                                                      | SC Magdeburg                                                                             | 28,29    |
| 100 m Rücken             | Ole Braunschweig                                                                      | SG Neukölln                                                                           | 54,21                                                                                | Laura Riedemann                                                                          | SV Halle                                                                                 | 1:01,34  |
| 200 m Rücken             | Lukas Märtens                                                                         | SC Magdeburg                                                                          | 1:56,00                                                                              | Maya Werner                                                                              | SV Nikar Heidelberg                                                                      | 2:11,54  |
| 050 m Schmetterling      | Luca Nik Armbruster                                                                   | SG Neukölln                                                                           | 23,30                                                                                | Angelina Köhler                                                                          | SG Neukölln                                                                              | 25,99    |
| 100 m Schmetterling      | Luca Nik Armbruster                                                                   | SG Neukölln                                                                           | 51,68                                                                                | Angelina Köhler                                                                          | SG Neukölln                                                                              | 57,61    |
| 200 m Schmetterling      | David Thomasberger                                                                    | SSG Leipzig                                                                           | 1:56,96                                                                              | Alina Baievych                                                                           | TB 1888 Erlangen                                                                         | 2:11,04  |
| 200 m Lagen              | Cedric Büssing                                                                        | SG Essen                                                                              | 1:59,94                                                                              | Kim Emely Herkle                                                                         | SV Cannstatt                                                                             | 2:14,44  |
| 400 m Lagen              | Cedric Büssing                                                                        | SG Essen                                                                              | 4:12,56                                                                              | Noelle Benkler                                                                           | SV Nikar Heidelberg                                                                      | 4:48,07  |
| 4 × 100 m Freistil       | SG Frankfurt Sebastian Pierre-Louis, Chad le Clos, Tobias Düll, Danny Schmidt         | SG Frankfurt Sebastian Pierre-Louis, Chad le Clos, Tobias Düll, Danny Schmidt         | 3:20,93                                                                              | W98 Hannover Alena Gemici, Greta Marlene Kolbeck, Victoria Suchantke, Lilly-Fay Wallbaum | W98 Hannover Alena Gemici, Greta Marlene Kolbeck, Victoria Suchantke, Lilly-Fay Wallbaum | 3:49,87  |
| 4 × 200 m Freistil       | SC Wiesbaden 1911 Diego Alfons Heinze, Shelipov Bogdan, Adrian Eichler, Felix Hofmann | SC Wiesbaden 1911 Diego Alfons Heinze, Shelipov Bogdan, Adrian Eichler, Felix Hofmann | 7:40,22                                                                              | W98 Hannover Greta Marlene Kolbeck, Lilly-Fay Wallbaum, Victoria Suchantke, Alena Gemici | W98 Hannover Greta Marlene Kolbeck, Lilly-Fay Wallbaum, Victoria Suchantke, Alena Gemici | 8:30,16  |
| 4 × 100 m Lagen          | SG Frankfurt Fritz Dietz, Melvyn Faber-Billot, Chad le Clos, Danny Schmidt            | SG Frankfurt Fritz Dietz, Melvyn Faber-Billot, Chad le Clos, Danny Schmidt            | 3:44,25                                                                              | SV Halle Laura Riedemann, Charlotte Maria Klemm, Juliane Heinze, Ewa zur Brügge          | SV Halle Laura Riedemann, Charlotte Maria Klemm, Juliane Heinze, Ewa zur Brügge          | 4:18,26  |
| 4 × 100 m Freistil Mixed | SG Frankfurt Sebastian Pierre-Louis, Chad le Clos, Pia Helli Henning, Christina Lehr  | SG Frankfurt Sebastian Pierre-Louis, Chad le Clos, Pia Helli Henning, Christina Lehr  | SG Frankfurt Sebastian Pierre-Louis, Chad le Clos, Pia Helli Henning, Christina Lehr | SG Frankfurt Sebastian Pierre-Louis, Chad le Clos, Pia Helli Henning, Christina Lehr     | SG Frankfurt Sebastian Pierre-Louis, Chad le Clos, Pia Helli Henning, Christina Lehr     | 3:35,27  |
| 4 × 200 m Freistil Mixed | TPSK 1925 e.V. Alexander Menzel, David Vandenhirtz, Jana Spinner, Rebecca Dany        | TPSK 1925 e.V. Alexander Menzel, David Vandenhirtz, Jana Spinner, Rebecca Dany        | TPSK 1925 e.V. Alexander Menzel, David Vandenhirtz, Jana Spinner, Rebecca Dany       | TPSK 1925 e.V. Alexander Menzel, David Vandenhirtz, Jana Spinner, Rebecca Dany           | TPSK 1925 e.V. Alexander Menzel, David Vandenhirtz, Jana Spinner, Rebecca Dany           | 8:00,33  |
| 4 × 100 m Lagen Mixed    | SG Frankfurt Masniari Wolf, Melvyn Faber-Billot, Chad le Clos, Christina Lehr         | SG Frankfurt Masniari Wolf, Melvyn Faber-Billot, Chad le Clos, Christina Lehr         | SG Frankfurt Masniari Wolf, Melvyn Faber-Billot, Chad le Clos, Christina Lehr        | SG Frankfurt Masniari Wolf, Melvyn Faber-Billot, Chad le Clos, Christina Lehr            | SG Frankfurt Masniari Wolf, Melvyn Faber-Billot, Chad le Clos, Christina Lehr            | 3:55,05  |